# Wilhelm Christian Tillmann Stahl
Wilhelm Christian Tillmann [Tilemann] Stahl (* 4. Januar 1793 in Spitz-Altheim; † 8. Februar 1841) war ein deutscher Jurist und Politiker. Er war einer der führenden Köpfe der Volksbewegung, die schließlich zur Verfassung des Großherzogtums Hessen 1820 führte.

## Familie
Sein Vater war der evangelische Pfarrer Johann Wilhelm Karl Stahl (1767–1831), ab 1810 Inspektor in Reinheim, die Mutter war Amalie Wilhelmine (* 1774), eine geborene Schröder. Wilhelm Christian Tillmann Stahl war das älteste Kind aus dieser Ehe.
Wilhelm Christian Tillmann Stahl heiratete am 16. Dezember 1821 Wilhelmine Karoline Luise Eigenbrodt, Tochter von Ernst Eigenbrodt, Großherzoglich Hessischer Major im 2. Garderegiment. Aus der Ehe gingen vier Söhne hervor:
- Wilhelm,
- Carl Heinrich Hermann Stahl (1824–1848)[1],
- Louis und
- Ferdinand.

Keiner dieser Söhne hinterließ Nachkommen.

## Karriere
Nach einem fünfjährigen Besuch des Gymnasiums in Darmstadt studierte Wilhelm Christian Stahl ab Ostern 1811 Rechtswissenschaften an der Universität Gießen. Das Studium wurde 1814 durch seine versuchte Teilnahme an den Befreiungskriegen im Korps der Freiwilligen Jäger unterbrochen – zu einem militärischen Einsatz kam es aber nicht. Im Sommer 1815 legte er das Staatsexamen ab, war dann Akzessist beim Sekretariat des Hofgerichts Darmstadt und bei der Regierung in Darmstadt und erhielt im Frühjahr 1816 eine Stelle als Aushilfe bei dem Justizamtmann Welcker in Lichtenberg. Im Sommer 1816 erfolgte die Zulassung als Hofgerichtsadvokat. Im Herbst 1817 wurde er juristischer Hilfsarbeiter beim Amt Zwingenberg.

## Verfassungsfrage
Wilhelm Christian Stahl war neben Georg Rühl, Heinrich Karl Hofmann und Georg Heinrich Bogen einer der führenden Vorkämpfer für eine Staatsverfassung im Großherzogtum Hessen. Er war an den Zwingenberger Versammlungen beteiligt und spielte eine führende Rolle bei den „Darmstädter Schwarzen“, einer Gruppe junger Akademiker, darunter viele Juristen, die in den Befreiungskriegen gegen Napoleon und für einen deutschen Nationalstaat gekämpft hatten. Viele kannten sich schon vom Darmstädter Gymnasium oder von den Universitäten Gießen und Heidelberg. Viele waren auch Burschenschafter. Ziel der Gruppe war zunächst eine Vereinigung Deutschlands unter einer Repräsentativverfassung. Als sich dieses Ziel als zu hoch gegriffen erwies, konzentrierten sie sich darauf, eine Verfassung für das Großherzogtum Hessen zu fordern. Dessen Regierung hatte zwar am 10. November 1817 angekündigt, dass sie eine Verfassung erlassen wolle. Die „Darmstädter Schwarzen“ strebten aber eine ausgehandelte Verfassung an. Die Gruppe organisierte eine Unterschriftsaktion und startete eine Flugschriftkampagne, um die Regierung weiter unter Druck zu halten. Auch Wilhelm Christian Tillmann Stahl verfasste Beschwerde- und Denkschriften. Die Lage spitze sich im Herbst 1819 weiter zu, nachdem die Verfassungskampagne mit einer teilweisen Steuerverweigerung verbunden wurde. Die Steuerrückstände aus den betroffenen Provinzen Oberhessen und Starkenburg beliefen sich Ende Oktober 1819 auf 2 Mio. Gulden. Die hessische Regierung schickte Militär in die Unruhegebiete und versuchte, die Anführer der Steuerverweigerungs-Bewegung zu verhaften. Die örtliche Bürgerwehr hinderte sie zunächst daran und die Situation drohte zu eskalieren. Letztendlich gaben die Steuerverweigerer ihren Widerstand auf und ließen sich verhaften. Wilhelm Christian Stahl wurde am 20. September 1819 festgenommen und in der Rheintorwache in Darmstadt festgesetzt. Auf Betreiben eines Zwingenberger Gastwirts wurde ein silberner Ehrenbecher gestiftet, der ihm sogar noch während seiner Untersuchungshaft in der Rheintorwache überreicht wurde.
Erst im Januar 1820 kam Wilhelm Christian Stahl wieder frei. Aufgrund des Widerstandes der Justiz kam es letztendlich zu keiner strafrechtlichen Verfolgung. Die Angelegenheit war durch die dann ein Jahr später doch endgültig erlassene Verfassung überholt. Allerdings verlor Wilhelm Christian Stahl seine Anstellung im Amt Zwingenberg und arbeitete in der Folge als Advokat in Darmstadt.

## Weiteres Leben
Als die griechische Befreiungsbewegung 1822 die Unabhängigkeit vom Osmanischen Reich erklärte, hielten die Vormächte der Heiligen Allianz am Legitimitätsprinzip fest, stellten sich also auf die Seite des Osmanischen Reichs. Damit war der griechische Freiheitskampf für die Liberalen ein geeignetes Instrument, sich gegen ihre Gegner, wozu auch die Heilige Allianz zählte, in Position zu bringen. In Darmstadt wurde ein „Hilfsverein für Griechenland“ gegründet. Wilhelm Christian Stahl war dabei. Auch für die polnische Sache engagierte er sich in den 1830er Jahren.